# Orphelines
Pour les articles homonymes, voir Orpheline (homonymie).
Orphelines (The Body en version originale) est le 16e épisode de la saison 5 de la série télévisée Buffy contre les vampires. C'est un épisode écrit et réalisé par le créateur de la série, Joss Whedon, et qui a une importance particulière dans la série, à la fois au niveau narratif, puisque le personnage récurrent de Joyce Summers, la mère de Buffy, y meurt d'une rupture d'anévrisme, et au niveau de sa structure stylistique, de longues scènes en temps réel, une absence totale de musique d'ambiance et des effets de caméra, qui a pour but de confronter le téléspectateur à la réalité oppressante de la mort d'un être proche.
L'épisode raconte « avec une minutie funèbre » les quelques heures qui suivent la découverte par Buffy du corps mort de sa mère. Cette peinture très réaliste des premières heures de deuil et du sentiment de confusion qui y est associé font de cet épisode l'un des plus marquants de la série, certains critiques n'hésitant pas à le considérer comme l'un des tout meilleurs épisodes de séries télévisées jamais réalisés.

## Résumé
La séquence pré-générique commence par les dernières secondes de l'épisode précédent : après avoir vaincu le robot April, Buffy rentre chez elle et découvre le corps sans vie de sa mère, Joyce, allongé sur le canapé du salon. Elle l'appelle machinalement, mais rien n'y fait. La séquence qui suit le générique est un flashback, une scène de repas où on retrouve le Scooby-gang dans un cadre banal, heureux et convivial. Buffy, Giles et Joyce s'isolent dans la cuisine et plaisantent. En coupant le dessert, la Tueuse fait tomber le plat. L'image qui suit immédiatement est le visage cadavérique de Joyce, les yeux grand ouverts. Le récit est ensuite construit en quatre grands blocs narratifs.
Buffy appelle les secours et tente vainement de la réanimer. Dans un état de totale confusion, elle assiste ensuite au travail des deux secouristes arrivés sur place qui, malgré leurs efforts vains, finissent par prononcer la mort de Joyce. En état de choc, elle appelle Giles, vomit sur le tapis et, quand celui-ci arrive et découvre la scène, elle réalise pleinement la réalité de la mort de sa mère en lui disant de ne pas « déplacer le corps ».
Dawn est en train de pleurer dans les toilettes de son collège à cause d'une histoire de garçon. Elle va ensuite en cours de dessin et, alors qu'elle discute avec ce même garçon, elle est interrompue par l'arrivée de Buffy qui la fait sortir de la classe pour lui annoncer le décès de leur mère. Elle a bien du mal à accepter la mauvaise nouvelle, mais fond en larmes.
Dans leur chambre universitaire, Tara essaie de réconforter Willow qui est complètement bouleversée et désorientée par la mort de Joyce. Elles sont rejointes par Alex et Anya et tous sont frappés par leur impuissance et ont des réactions différentes. Anya pose des questions déplacées sur le corps de Joyce, ce qui énerve Willow, jusqu'au moment où elle craque et avoue ne rien comprendre à cette situation qui lui est totalement étrangère, car personne ne peut lui expliquer les raisons de la mortalité. Finalement, tous les quatre vont à la morgue rejoindre Buffy, Dawn et Giles.
Dans la salle d'attente à côté de la morgue, un docteur explique à Buffy que sa mère est décédée d'une rupture d'anévrisme et que sa mort a été quasi instantanée, mais la Tueuse a du mal à y croire. Elle passe un moment seule avec Tara et celle-ci lui révèle qu'elle est elle aussi passée par de tels moments à la mort de sa mère. Pendant ce temps, Dawn, qui n'arrive toujours pas à intégrer la réalité de la mort de sa mère, part discrètement à la salle où reposent les cadavres pour voir son corps. C'est là que l'un des corps, désormais un vampire, se relève et l'attaque. Buffy, qui a remarqué l'absence prolongée de sa sœur, intervient et tue le vampire après un violent corps à corps. Dawn voit enfin le corps de sa mère et avance sa main pour toucher son visage.

## Production
Selon les contributeurs des Miroirs Obscurs, cet épisode permet à Joss Whedon de réaliser une « figure imposée » très attendue des fans d'une série : la mort d'un personnage régulier. Pour eux, le créateur de la série aborde cette situation en contrevenant à tous les procédés habituels, qui cherchent à jouer sur la corde sensible : « images de l'enterrement, musique appuyée, évocation nostalgique du disparu ».
Joss Whedon lui-même confirme avoir voulu s'être détourné de ces règles habituelles. En tournant cet épisode, il tenait non à montrer « le sens, la catharsis, la beauté de la vie ou toutes les choses qui sont souvent associées à la perte d'un être cher », mais à saisir « l'aspect très physique, l'ennui presque, des toutes premières heures » qui suivent cette perte. Ce que certains réduiraient à un pur exercice de style (longs plans séquences, absence de musique) doit en fait permettre de faire ressentir, physiquement, le choc, l'accablement « qui vous fait suffoquer » à la mort d'un proche. Il s'est appuyé pour cela sur sa propre expérience, sa mère étant elle-même décédée d'une rupture d'anévrisme.
La mort de la mère de Buffy était planifiée de longue date car, lorsqu'à la fin de la saison 3, l'actrice Kristine Sutherland était allée prévenir Joss Whedon qu'elle serait à l'étranger durant la plupart du tournage de la saison suivante, celui-ci lui avait répondu qu'il fallait par contre absolument qu'elle revienne pour la saison 5 car il comptait tuer son personnage. La scène de flashback qui suit immédiatement le générique a avant tout une utilité pratique car Joss Whedon ne voulait pas que les crédits de l'épisode ne viennent s'incruster à l'écran sur la première scène de Buffy avec le corps de sa mère. Cette contrainte d'ordre pratique lui a néanmoins permis d'intégrer une dernière scène heureuse avec Joyce avant d'aborder la brusque réalité de sa mort.
Le tournage de l'épisode a été particulièrement difficile pour Joss Whedon, en raison de tous les mauvais souvenirs que cela faisait resurgir, et pour les acteurs, qui devaient constamment se trouver dans un état émotionnel approprié à la situation. Sarah Michelle Gellar a dû notamment tourner à plusieurs reprises la longue scène du début de l'épisode qui suit sa découverte du corps inanimé de sa mère, devant à chaque fois passer par toute une gamme d'émotions éprouvantes. Kristine Sutherland a pour sa part dû passer de nombreuses heures totalement immobile et les yeux grand ouverts pendant les huit jours de tournage. Les dialogues ont été enregistrés avec des micros particulièrement proches des acteurs pour que les variations de leurs voix soient plus discernables par les téléspectateurs, afin que ces derniers se sentent plus proches des personnages et de l'action.